# Paracharopa chrysaugeia
Paracharopa chrysaugeia är en snäckart som först beskrevs av Webster 1904.  Paracharopa chrysaugeia ingår i släktet Paracharopa och familjen Charopidae. Inga underarter finns listade i Catalogue of Life.